# Garderen

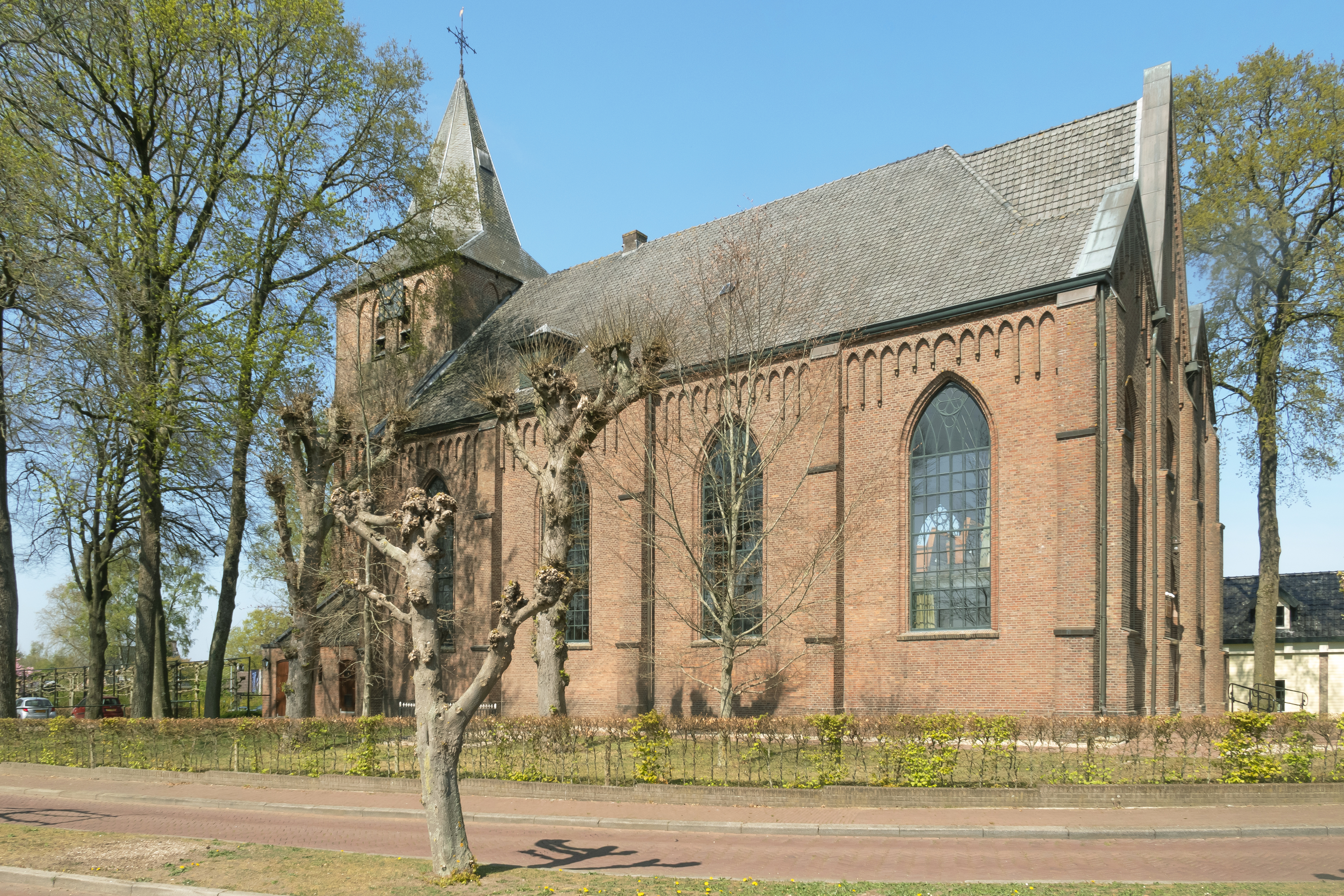
L'église protestante

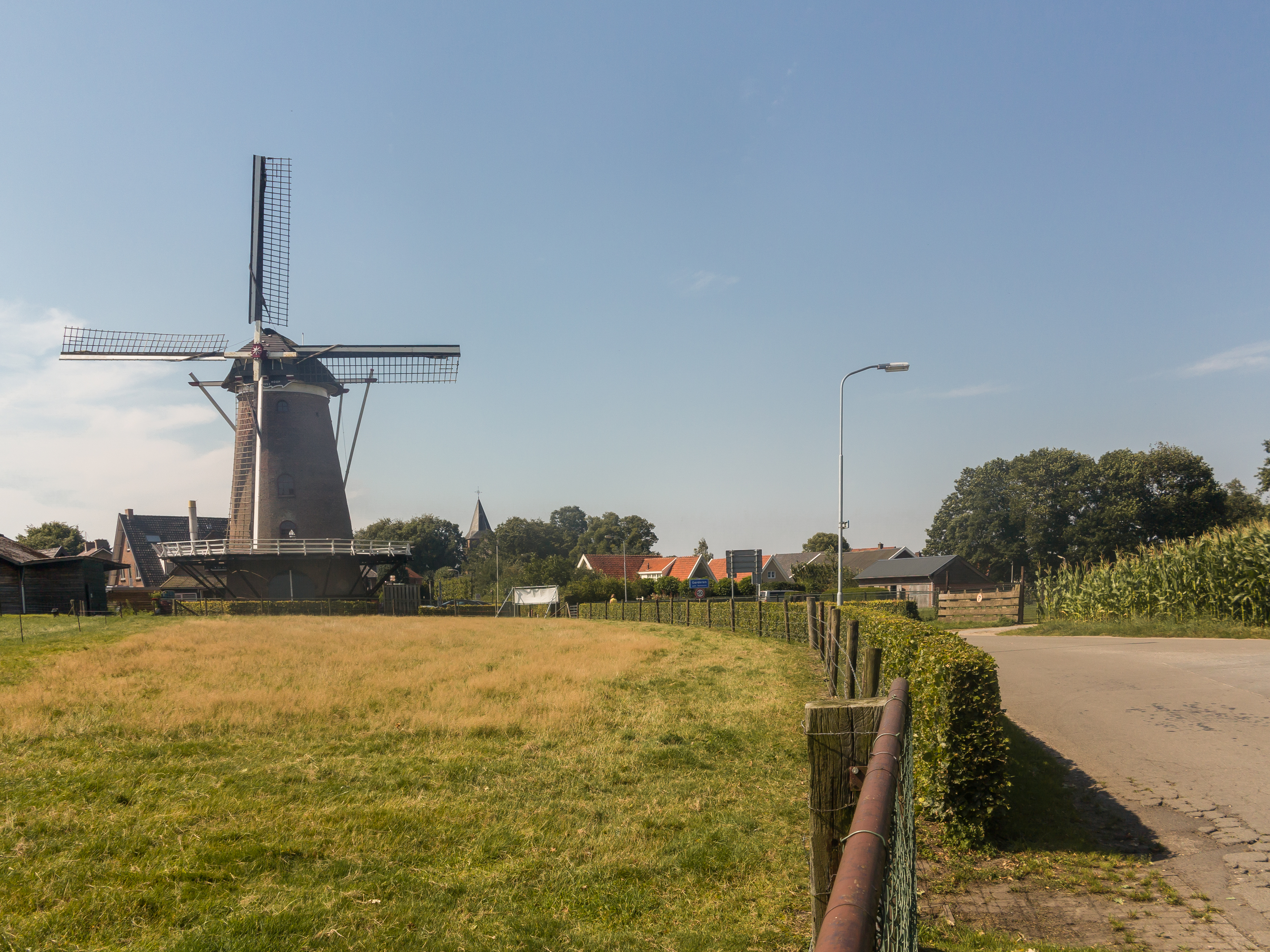
Le moulin (molen de Hoop) dans la rue

Garderen est un village appartenant à la commune néerlandaise de Barneveld. Le 1er janvier 2006, le village comptait 2 060 habitants.

## Localisation
Le village est situé dans une enclave agricole sur le côté ouest de la Veluwe.